# Giácomo (película)
 Giácomo  es una película de Argentina en blanco y negro  dirigida por Augusto César Vatteone según su propio guion escrito en colaboración con Agustín Ferraris y Armando Discépolo basado en el grotesco homónimo de Discépolo y Rafael J. de Rosas, que se estrenó el 4 de abril de 1939 y que tuvo como protagonistas a Luis Arata y Carmen Lamas. En Estados Unidos fue proyectada con el título de El amor manda.

## Reparto
- Luis Arata
- Carmen Lamas
- Felipe Fernansuar
- Pascual Pelliciota
- Ernesto Villegas
- Anita Jordán
- María Esther Podestá
- Fausto Fornoni
- Darío Cossier
- Elisardo Santalla
- Rayito de Sol
- Chiche Gicovatte
- Adelaida Soler